# Iain Banks
Iain Banks, píšící také jako Iain M. Banks (16. února 1954 Dunfermline, UK – 9. června 2013 Kirkcaldy, UK), byl skotský spisovatel.
Psal beletrii (klasickou) i sci-fi a jeho knihy jsou v Čechách, na Moravě a na Slovensku hojně překládány. Prorazil už svou prvotinou Vosí továrna (The Wasp Factory) a do své smrti vydal dvacet sedm románů (poslední vydán posmrtně) a jednu sbírku povídek. New York Times nazvaly Bankse „nejvýznamnějším autorem sci-fi současnosti“, britské The Times ho umístily v roce 2008 na seznam největších britských spisovatelů po roce 1945.

## Život
Banksova matka byla profesionální krasobruslařka, jeho otec úředník u námořnictva. Rodina se původně jmenovala Banks Menzies, jeho dědeček z otcovy strany změnil pořadí na Menzies Banks. Ačkoli byl při narození zaregistrován jako Iain Banks, již od dětských let užíval Menzies jako své prostřední jméno.
Ve čtrnácti letech se Banks rozhodl stát spisovatelem. O dva roky později dokončil svou první povídku. Do roku 1974 studoval ve Stirlingu filozofii, angličtinu a psychologii. Po vysoké škole pracoval jako vrátný v nemocnici, zaměstnanec, zahradník a technik. Všechna zaměstnání mu ponechávala dostatek času, aby se věnoval svým literárním ambicím. Poté stopem procestoval Evropu a pracoval jako technik pro firmu British Steel. V roce 1978 projel Spojené státy z Washingtonu do Los Angeles, krátce pracoval v Greenocku u IBM a v následujícím roce se vrátil do Londýna. Tam v roce 1980 napsal román Vosí továrna, který ho naráz proslavil po celém světě. Od té doby psal romány a příležitostně krátké příběhy, které se v Británii téměř všechny staly bestsellery. Od vydání své prvotiny žil se svou budoucí ženou Annie v Kentu, po dočasném rozchodu se v roce 1998 vrátil do Skotska. V roce 2007 oznámili manželé rozchod.
V červnu 2010 se zúčastnil 20. ročníku Festivalu spisovatelů Praha.
V dubnu 2013 zveřejnil Banks na svém blogu oznámení, že před nějakou dobou byla u něj diagnostikována rakovina žlučníku, která se již rozšířila, a že mu zbývají jen měsíce života. Proto se stáhl z veřejných vystoupení a vzdal se závazků. Několik týdnů před smrtí se oženil se svou životní družkou Adélou Hartleyovou, poté co ji požádal, „aby mu prokázala čest a stala se jeho vdovou“. Zemřel 9. června ve věku 59 let. Pouhých jedenáct dnů po jeho smrti vyšel jeho poslední román The Quarry, který popisuje duševní a tělesná zranění, která přináší onemocnění rakovinou. Banks však 90 % textu napsal dříve, než sám onemocněl.
V červnu 2013 byl po něm pojmenován asteroid (5099) Iainbanks.
V lednu 2015 pokřtil Elon Musk, výkonný ředitel firmy SpaceX, na počest Iaina Bankse dvě plovoucí přistávací plošiny pro rakety jmény Just Read the Instructions („Prostě si přečti návod“) a Of Course I Still Love You („Samozřejmě, že tě stále miluju“), což jsou jména vesmírných lodí, která Banks užil v románu Hráč (The Player of Games).

## Literární tvorba
Svůj první, nikdy nezveřejněný román napsal Iain Banks v roce 1970 ve věku šestnácti let. Nesl název The Hungarian Lift-Jet a byl to špionážní román ovlivněný Alisterem McLeanem. Také The Tashkent Rambler z roku 1972 nebyl nikdy zveřejněn. V následujících letech psal Banks vědeckofantastické romány, pro které hledal vydavatele teprve po uveřejnění Vosí továrny. Krátce před smrtí zdůraznil Banks, že mu jeho sci-fi romány, zejména z cyklu Kultura velmi leží na srdci. Podle jeho slov to byly „mainstreemové“ romány, které svou dobrou prodejností podpořily jeho sci-fi tvorbu, nikoli naopak. Po Vosí továrně následovaly dva romány mimo žánr sci-fi, než v roce 1987 vyšel první díl cyklu Kultura.
Banks zveřejňoval po sobě téměř střídavě sci-fi a nesci-fi romány. Čistě vědeckofantastické romány označoval užitím zkratky svého prostředního jména (vydavatelé jinojazyčných verzí to někdy nerespektovali), ale i v dílech zveřejněných pod jménem Iain Banks lze tu a tam najít fantastické prvky.
K Banksovu pohledu na svět poznamenal Alan MacGillivray (bývalý docent skotské literatury na univerzitě v Glasgow) v jednom přehledu Banksova díla, že se v jeho dílech dají stále znovu najít delší zoufalá a nihilistická vyjádření, když jeho postavy hledí do „srdce temnoty“. Vše, co proti svému zoufalství mohou dělat, je pít víc whisky, nastavit hlasitěji hudbu a šňupnout si víc kokainu – Banks podle něj zůstal do určité míry nepolepšený hippí ze sedmdesátých let. V Banksových dílech však v žádném případě nevládne naprostá temnota. MacGillivray chválí jeho „jiskřivou paletu“ humoru a hravé nápaditosti. Christopher Palmer v Science Fiction Studies poukazuje na to, že v románech Consider Phlebas, The Player of Games a Use of Weapons se pokaždé vypráví konvenční, násilím a dobrodružstvími poznamenaný příběh vesmírné opery, přičemž se však tento příběh pro jednající postavy nakonec ve všech případech ukáže jako nedůležitý a nesmyslný. The Daily Telegraph v jednom z nekrologů označil za příznačné pro Banksovy romány obecně hrůzostrašný černý humor a jeho smysl pro bizarnost a hrůzu.
Sám Iain Banks za své nejlepší dílo považoval román The Bridge (Most) a označil ho za „intelektuála v rodině“.
Ve vědeckofantastických románech cyklu Kultura (Culture) popisuje Banks anarchistickou společnost, která netrpí materiálním nedostatkem. Život má pro obyvatele Kultury rysy ráje – její zdroje jsou prakticky neomezené a jsou každému bezvýhradně k dispozici. Díky pokročilému bioinženýrství jsou občané Kultury prakticky nesmrtelní, případně si mohou volně stanovit délku života. Tato utopie však není nenarušená – ve vícero svých románech představuje Banks problematický vztah Kultury s jinými civilizacemi a hodnotami. V galaxii proto opravdu zuří válka mezi Kulturou a Idirskou říší, ve které se mrtví se počítají na miliardy a jsou ničeny měsíce, planety i hvězdné soustavy.

### Cyklus Kultura
- Consider Phlebas, 1987 (česky pod nezměněným názvem 2000, pod názvem Pomysli na Fléba 2018)
- The Player of Games, 1988 (česky Hráč, 2019)
- Use of Weapons, 1990 (česky K čemu jsu zbraně, 2022)
- The State of the Art, 1991
- Excession, 1996
- Inversions, 1998 (česky Rub a líc, 2002)
- Look To Windward, 2000
- Matter, 2008
- Surface Detail, 2010
- The Hydrogen Sonata, 2012 (česky  Vodíková sonáta, 2024)

### Ostatní knihy
- The Wasp Factory, 1984 (česky Vosí továrna, 1998)
- Walking on Glass, 1985
- The Bridge, 1986 (česky Most, 2003)
- Espedair Street, 1987
- Canal Dreams, 1989
- The Crow Road, 1992 (česky Vraní ulice, 2004)
- Complicity, 1993
- Against a Dark Background, 1993
- Feersum Endjinn, 1994
- Whit, 1995
- A Song of Stone, 1997 (česky Píseň kamene, 2002)
- The Business, 1999
- Dead Air, 2002
- Raw Spirit, 2003
- The Algebraist, 2004
- The Steep Approach to Garbadale, 2007
- Transition, 2009
- Stonemouth, 2012
- The Quarry, 2013